# عفیف البهنسی
عفیف احمد رفیق البَهْنَسی (۷ آوریل ۱۹۲۸ – ۲ نوامبر ۲۰۱۷) تاریخ‌نگار هنر سوری بود. در سال ۱۹۶۴ دکترای تاریخ هنر از دانشگاه سوربن و در سال ۱۹۷۸ دکترای دولتی از همان دانشگاه گرفت. او سمت‌های متعددی را در وزارت فرهنگ بر عهده داشت، از جمله اولین مدیر هنرهای زیبا بین سال‌های ۱۹۶۲ تا ۱۹۷۱ و اولین مدیر کل آثار باستانی و موزه‌ها بین سال‌های ۱۹۷۱ تا ۱۹۸۹. او همچنین نقش محوری در تأسیس ۲۳ موزه در دمشق و استان‌های دیگر، از جمله موزه‌های رقه، بصری، سویدا و قلعه حلب، و همچنین در توسعه موزه ملی دمشق ایفا کرد. به عنوان نویسنده، بیش از ۷۰ کتاب نوشت که شهرت عربی و بین‌المللی پیدا کرد و آثارش به چندین زبان خارجی ترجمه شد. او در تألیف دانشنامه‌هایی هنری و معماری مشارکت داشت و کتاب‌هایی به زبان‌های جز عربی نوشت.

## زندگی و پیشه
عفیف البهنسی در محلهٔ الشعلان دمشق در ۷ آوریل ۱۹۲۸ متولد شد. او به خاندان بهنسی تعلق دارد که از سدهٔ دهم میلادی در دمشق ساکن بودند. پدرش، احمد رفیق البهنسی، کارمند شهرداری دمشق بود و سپس یک مغازهٔ خصوصی در منطقهٔ شهدای دمشق باز کرد. برادرانش فرید و شوکت نام داشتند. مادرش مکیه العش، که پدرش وقتی عفیف هنوز هفت ساله نشده بود، از او جدا شد. حضانت او به پدرش واگذار شد که در آن زمان با پدربزرگش، محمد ادیب، رئیس دیوان عالی کشور در دمشق زندگی می‌کرد.
در سال ۱۹۳۳، عفیف البهنسی وارد مهدکودک شد که به مدرسهٔ مقدماتی دختران متصل بود و در ساختمانی مجاور بیمارستان ایتالیایی‌ها قرار داشت. پس از دوران مهدکودک، او به مدرسه کاربردهای رفتاری نقل مکان کرد که در ساختمان مدرسهٔ مقدماتی - اولین مدرسهٔ مقدماتی که بعدها جودت الهاشمی نام گرفت - قرار داشت. در سال ۱۹۳۵، او به مدرسهٔ ابراهیم هنانو - دبیرستان عربی دمشقی در عرنوس - نقل مکان کرد. تحصیلات متوسطه خود را در مدرسهٔ بازرگانی که در بیمارستان نوری واقع بود، ادامه داد و دو سال در آنجا تحصیل کرد. او به خاطر وفاداری به این ساختمان تاریخی، آن را مرمت کرد و هنگامی که سمت مدیرکل آثار باستانی و موزه‌ها را بر عهده گرفت، آن را تخلیه کرد. این مدرسه به موزهٔ پزشکی و علوم تبدیل شد. در سال ۱۹۴۵، تحصیلات خود را در دار المعلمین مقدماتی ادامه داد و در آنجا گواهینامهٔ آزاد دوره متوسطه را دریافت کرد.
او به عنوان معلم در مدرسه ابراهیم هنانو منصوب شد. در جریان معلمی، عفیف البهنسی در سال ۱۹۴۷ وارد دانشکدهٔ حقوق شد و در سال ۱۹۵۰ فارغ‌التحصیل گردید. او طبق تصمیم شماره ۸۸۱ وزارت آموزش و پرورش که در ۲۳ ژانویهٔ ۱۹۴۸ صادر شد، به عنوان معلم در مدرسهٔ معاویه در دمشق منصوب شد که مدرسهٔ البحصه نام داشت و در آنجا موسیقی و ورزش تدریس می‌کرد. پس از فارغ‌التحصیلی از دانشکدهٔ حقوق، موفق به اخذ مدرک دیپلم در رشتهٔ حقوق اداری شد. پس از آن به اداره گمرک رفت و به عنوان رئیس دادگاه آن منصوب شد.
در سال ۱۹۵۶، او به خدمت سربازی اجباری در حمص و سپس حلب در پادگان ابراهیم پاشا پیوست. او به دانشکدهٔ ذخیره پیوست و با درجهٔ ستوان از آنجا فارغ‌التحصیل شد و به عنوان دستیار مدیر مدرسهٔ اشاره، که پشت ساختمان دانشکده حقوق در دمشق واقع شده بود، منصوب شد. خدمت اجباری او دو سال و نیم طول کشید. او در دوران جدایی سوریه از جمهوری متحد عربی به دلیل مواضع طرفدار اتحادش، به ویژه پس از انتشار مقاله‌ای با عنوان «مسئولیت‌های بزرگ» در روزنامهٔ الوحده در ۸ مه ۱۹۶۲، دستگیر شد. پس از آزادی، به بهانهٔ تکمیل تحصیلاتش عازم پاریس شد.
در سال ۱۹۶۴ دکترای تاریخ هنر با موضوع «هنر و شرق‌شناسی» از دانشگاه سوربن دریافت کرد. در آن دوره، او به همراه هنرمندانی چون محمود حماد، صلاح الناشف، ادهم اسماعیل، محمود جلال، جاک ورده و منور مورلی، انجمن دوستان هنر را تأسیس کرد. او همچنین دوباره در دانشگاه سوربن تحصیل کرد و در سال ۱۹۷۸ دکترای فلسفهٔ هنر عرب را دریافت کرد. او از زمان تأسیس ادارهٔ هنرهای زیبا در وزارتخانهٔ فرهنگ در سال ۱۹۶۲ به عنوان مدیر آن تا ۱۹۷۰ منصوب شد. او بنیانگذار و عضو اتحادیهٔ نویسندگان عرب از سال ۱۹۶۸ بود. در سال ۱۹۷۰ به عنوان مدیر مرکز فرهنگی دمشق منصوب شد.سپس از سال ۱۹۷۱ تا ۱۹۸۹ به عنوان مدیر کل آثار باستانی و موزه‌ها منصوب شد. او عضو بنیانگذار انجمن دوستان دمشق در سال ۱۹۷۳ بود. در سال ۱۹۸۰، او به عضویت مرکز تحقیقات تاریخ، هنر و فرهنگ اسلامی (IRCICA)، سازمانی وابسته به سازمان کنفرانس اسلامی، مستقر در استانبول، منصوب شد و متعاقباً به مدت ۱۲ سال به عنوان رئیس آن انتخاب شد. از سال ۱۹۸۹ تا ۱۹۹۹، او توسط یونسکو به عنوان عضوی از کمیتهٔ سه جانبه برای نظارت بر حفاظت از شهر صنعا و مرمت بناهای آن منصوب شد. او چندین مرکز هنرهای تجسمی و کاربردی در دمشق، حما، حلب و حمص تأسیس کرد.
البهنسی در طول حرفهٔ کاری خود، سیزده مدال بین‌المللی و جوایز متعددی دریافت کرد و از سوی نهادهای محلی، عربی و بین‌المللی مورد تقدیر قرار گرفت. وزارت فرهنگ سوریه در سال ۲۰۰۸ یک سمپوزیوم فکری برای بزرگداشت او برگزار کرد.
عفیف البهنسی در ۲ نوامبر ۲۰۱۷ در سن هشتاد و نه سالگی در خانه‌اش در دمشق به مرگ طبیعی درگذشت. در ۴ نوامبر نماز میت بر پیکر او در مسجد الروضه دمشق برگزار شد و سپس در آرامگاهش در قبرستان شیخ رسلان به خاک سپرده شد. چندین نهاد و سازمان در سوگ او نشستند، از جمله وزارت فرهنگ، ادارهٔ آثار باستانی و موزه، اتحادیهٔ نویسندگان عرب و انجمن هنرمندان هنرهای زیبای سوریه.

## زندگی شخصی
فرزندانش ایاد، انس، کنان، عمر و یولا نام دارند.

## آثار
- الفنون التشكيلية في سورية: وزارت فرهنگ، دمشق، ۱۹۶۰.
- الفن عبر التاريخ ـ الفن الحديث العالمي: دمشق، ۱۹۶۰.
- قضايا الفن ـ الفن الحديث العالمي: دمشق، ۱۹۶۲.
- ميكل أنجلو ـ الفن الحديث العالمي: دمشق، ۱۹۶۲.
- اتجاهات الفنون التشكيلية المعاصرة: وزارت گردشگری، دمشق، ۱۹۶۲.
- رامبرانت: شورای عالی پاسداشت هنر، دمشق، ۱۹۶۴.
- الفن الحديث في سورية: وزارت فرهنگ، دمشق، ۱۹۶۴.
- الفن والقومية: وزارت فرهنگ، دمشق، ۱۹۶۵.
- تاريخ الفن في العالم: دانشگاه دمشق، دمشق، ۱۹۶۶.
- الفن الإسلامي: وزارت فرهنگ، دمشق، ۱۹۶۸.
- أثر العرب في الفن الحديث: شورای عالی پاسداشت هنر
- علم الجمال عند أبي حيان التوحيدي: وزارت ارتباطات، بغداد، ۱۹۷۲.
- الفن والثورة: وزارت ارتباطات، بغداد، ۱۹۷۳.
- الأسس النظرية للفن العربي: الهیئة المصریة للکتاب، قاهره، ۱۹۷۴.
- جمالية الفن العربي:، کویت، ۱۹۷۹.
- الفن الحديث في البلاد العربية: یونسکو، دار الجنوب للنشر، تونس، ۱۹۷۹.
- الشَّام؛ لمحات فنية وآثارية: دار الرشید، بغداد، ۱۹۸۰.
- معجم مصطلحات الفنون: فرهنگستان زبان عربی، دمشق، ۱۹۷۲.
- دمشق الشام: دار الجنوب، تونس، ۱۹۸۱.
- الفنون القديمة: دار الرائد العربی، بیروت، ۱۹۸۲.
- الفن في أوربا: دار الرائد العربی، بیروت، ۱۹۸۲.
- الفن والاستشراق: دار الرائد العربی، بیروت، ۱۹۸۳.
- الفن العربي الإسلامي في بداية تكونه: دار الفکر، دمشق، ۱۹۸۳.
- الخط العربي: دار الفکر، دمشق، ۱۹۸۴.
- وثائق إيبلا: مطبعة الثقافة، دمشق، ۱۹۸۴.
- رواد الفن في البلاد العربية: دار الرائد العربی، بیروت، ۱۹۸۴.
- الفن الإسلامي: دار طلاس، دمشق، ۱۹۸۷.
- الثورة الثقافية العربية: المنشأة العامة للنشر والتوزیع، طرابلس، ۱۹۸۵.
- الشام الحضارة: مطبعة الثقافة، دمشق، ۱۹۸۶.
- العمارة عبر التاريخ: دار طلاس، دمشق، ۱۹۸۷.
- فلسفة الفن عند أبي حيان التوحيدي: دار الفکر، دمشق، ۱۹۸۷.
- سورية الحضارة ماذا أعطت: مطبعة الثقافة، دمشق، ۱۹۸۵.
- الجامع الأموي الكبير: (سه زبان) دار طلاس، دمشق، ۱۹۸۸.
- العمارة العربية؛ الجمالية والوحدة والتنوع: شورای ملی فرهنگ، رُم، رباط، ۱۹۹۱.
- دمشق الشام: (۳ لغات) دار الجنوب، تونس، ۱۹۸۰.
- القصور الأموية: ـ وزارت فرهنگ، دمشق، ۱۹۸۷.
- الفن الإسلامي: به اشتراک با مایکل روجرز (سه زبان)، به اشتراک با نورهان اَتاسوی (چهار زبان) یونسکو، باریس و لندن، ۱۹۸۷.
- معجم العمارة والفن: (انگلیسی) مکتبة لبنان/ ناشرون، بیروت، ۱۹۹۴.
- معجم العمارة والفن: (فرانسوی) مکتبة لبنان/ناشرون، بیروت، ۱۹۹۴.
- معجم الخط والخطاطين: مکتبة لبنان/ناشرون، بیروت، ۱۹۹۵.
- الفكر الجمالي عند التوحيدي: شورای عالی فرهنگ، قاهر، ۱۹۹۷.
- الجامع الكبير بصنعاء: انجمن دعوت اسلامی، یونسکو، طرابلس، ۱۹۹۶.
- عمران الفيحاء: دار الفکر، دمشق، ۱۹۹۷.
- من الحداثة إلى ما بعد الحداثة: دار الکتاب العربی، القاهره، ۱۹۹۷.
- الفن العربي بين الهوية والتبعية: دار الکتاب العربی، القاهره، ۱۹۹۷.
- العمران الثقافي: دار الکتاب العربی، قاهره/دمشق، ۱۹۹۷.
- النقد الفني وقراءة الصورة: دار الکتاب العربی، القاهرة، ۱۹۹۷.
- الجمالية الإسلامية في الفن الحديث: دار الکتاب العربی، قاهره/دمشق، ۱۹۹۷.
- الألواح الخزفية: دار الکتاب العربی، قاهره/دمشق، ۱۹۹۷.
- جمالية الزخرفة العربية: مکتبة لبنان/ ناشرون، بیروت، ۱۹۹۸.
- العمارة والمستقبل: اداره فرهنگ و ارتباطات، شارقه، ۲۰۰۳.
- العمارة والمعاصرة: دار الشرق للنشر، دمشق، ۲۰۰۰.
- شمال جنوب؛ حوار في الفن: ادارهٔ فرهنگ، شارقه، ۲۰۰۱.
- تطوير العمارة الإسلامية: سازمان اسلامی، رباط، ۲۰۰۱.
- تطوير منهاج تدريس: سازمان آموزشی، علمی و فرهنگی اسلامی (سه ربان)، رباط، ۲۰۰۱.
- سورية؛ التاريخ والحضارة: وزارت گردشگری، دمشق، ۲۰۰۱.
- سورية؛ دمشق وريفها:وزارت گردشگری، دمشق، ۲۰۰۱.
- سورية؛ المنطقة الوسطى: وزارت گردشگری، دمشق، ۲۰۰۱.
- سورية؛ المنطقة الشمالية: وزارت گردشگری، دمشق، ۲۰۰۱.
- سورية؛ المنطقة الساحلية: وزارت گردشگری، دمشق، ۲۰۰۱.
- سورية؛ الجزيرة والفرات: وزارت گردشگری، دمشق، ۲۰۰۱.
- سورية؛ البادية وتدمر: وزارت گردشگری، دمشق، ۲۰۰۱.
- سورية؛ المنطقة الجنوبية: وزارت گردشگری، دمشق، ۲۰۰۱.
- خطاب الأصالة في الفن والعمارة: دار الشرق، دمشق، ۲۰۰۴.
- علم الجمال: دار الشرق، دمشق، ۲۰۰۴.
- علم المتاحف والمعارض: دار الشرق، دمشق، ۲۰۰۴.
- علم الخط والرسوم: دار الشرق، دمشق، ۲۰۰۴.
- الهوية الثقافية بين العالمية والعولمة: الهیئة السوریة للکتاب، دمشق، ۲۰۰۹
- موسوعة التراث المعماري: دار الشرق، دمشق، ۲۰۰۴.
- موسوعة تاريخ الفن والعمارة: دار الشرق، دمشق، ۲۰۰۴.
- دمشق التاريخ والعمارة: دار البعث، دمشق، ۲۰۰۸
- الهوية الثقافية بين العالمية والعولمة: الهیئة العامة السوریة للکتاب، ۲۰۰۹.
- تاريخ فلسطين القديم: الهیئة العامة السوریة للکتاب، ۲۰۰۹.
- نقد الحداثة: دار نینوی، دمشق، ۲۰۰۹.
- تاريخ القدس: دار نینوی، دمشق، ۲۰۱۰.